# 萊德亞德 (愛荷華州)
萊德亞德（英語：Ledyard）是一個位於美國愛荷華州科蘇特縣的城市。

## 地理
萊德亞德的座標為43°25′16″N 94°09′38″W / 43.42111°N 94.16056°W，而該地的平均海拔高度為352米（即1155英尺）。

## 人口
根據2010年美國人口普查的數據，萊德亞德的面積為0.85平方千米，當中陸地面積為0.85平方千米，而水域面積為0.00平方千米。當地共有人口130人，而人口密度為每平方千米152人。